# Assassin Club
Assassin Club és una pel·lícula de thriller d'acció italianoestatunidenca del 2023 escrita per Thomas C. Dunn, dirigida per Camille Delamarre i protagonitzada per Henry Golding i Noomi Rapace. S'ha doblat i subtitulat al català.
La pel·lícula es va estrenar a la carta als Estats Units el 16 de maig de 2023.
El film se centra al voltant del personatge d'en Morgan Gaines, un antic oficial dels Marines Reials convertit en un assassí despietat que, sense voler-ho, entra en un joc mortal en què cadascun dels sis objectius a abatre és alhora un assassí que té com a missió eliminar en Morgan.

## Repartiment
- Henry Golding com a Morgan Ganes
- Daniela Melchior com a Sophie
- Jimmy Jean-Louis com l'inspector Leon
- Noomi Rapace com a Falk/Agent Vos
- Sam Neill com a Caldwell